# Horacio Llamas
Horacio Llamas Grey (El Rosario, 17 luglio 1973) è un ex cestista messicano, professionista nella NBA.

## Carriera
Con il Messico ha disputato quattro edizioni dei Campionati americani (2003, 2005, 2007, 2009).

## Palmarès
- NCAA Division II Player of the Year (1996)
- CBA All-Rookie Second Team (1997)
- Nacional Club Tournment (2001)
- Medaglia di bronzo al Centrobasket (2003)
- LNBP Campionato messicano (2006)
- Central American Championships (2007)
- Miglior giocatore LNBP (2008)